# Barranc de la Font del Borràs
El Barranc de la Font del Borràs és un torrent afluent per l'esquerra del Barranc de Cal Cabot, al Solsonès. El curs del Barranc de la Font del Borràs transcorre íntegrament pel terme municipal de Pinós. El conjunt de la seva xarxa hidrogràfica transcorre íntegrament pel terme municipal de Pinós.

## Xarxa hidrogràfica
La xarxa hidrogràfica del Barranc de la Font del Borràs està constituïda per 9 cursos fluvials que sumen una longitud total de 2.817 metres.